# Irene Ryan
Irene Ryan (* 17. Oktober 1902 in El Paso, Texas, als Jessie Irene Noblitt; † 26. April 1973 in Santa Monica, Kalifornien) war eine US-amerikanische Schauspielerin.

## Leben und Werk
Irene Ryan wurde am 17. Oktober 1902 als Tochter des Soldaten James Merritt Noblitt und seiner Frau Catherine in El Paso geboren. Bald darauf zog die Familie nach San Francisco.
In den frühen 1920er Jahren trat Irene Ryan im Vaudeville auf. Dort lernte sie Tim Ryan kennen, den sie 1922 heiratete. Die beiden bildeten zusammen als das Comedyduo Tim and Irene, wobei sie unter dem Namen Irene Noblette bekannt wurde. In den 1930er Jahren waren Tim and Irene regelmäßig im Radio zu hören. Zwischen 1935 und 1937 entstanden zudem elf Kurzfilme der beiden bei Educational Pictures. In den 1940ern trat Irene Ryan auch ohne Tim Ryan im Radio auf, zum Beispiel mehrfach in der Jack Carson Show und in der Bob Hope Show.
Ab 1941 begann Irene Ryan, in Filmen aufzutreten. Dies geschah unabhängig von Tim Ryan, von dem sie sich 1942 scheiden ließ. Es gab jedoch einige gemeinsame Filme wie Reveille with Beverly, Sarong Girl, Melody Parade, The Sultan’s Daughter oder Hot Rhythm. Sie  arbeitete in ihrer Filmkarriere für Regisseure wie Jean Renoir (Tagebuch einer Kammerzofe und Die Frau am Strand), Lewis Milestone (Triumphbogen) oder Raoul Walsh (Kampf um den Piratenschatz). Von 1946 bis 1961 war sie mit dem Filmproduzenten Harold E. Knox verheiratet, auch diese Ehe endete in Scheidung.
Anfang der 1960er Jahre schien ihre Karriere dem Ende entgegenzugehen. Doch dann erhielt sie die Rolle der „Granny“ Daisy Moses, die sie von 1962 bis 1971 in allen 274 Folgen der Serie The Beverly Hillbillies und in zwei Folgen des Spin-offs Pettycoat Junction spielte. Sie zeigte sich mehrfach sehr dankbar dafür, an einer derart populären Serie beteiligt zu sein.
Nach dem Ende von The Beverly Hillbillies feierte Irene Ryan ihr Broadwaydebüt bei der Premiere des Musicals Pippin am 23. Oktober 1972 in der Rolle der Berthe. Für diese Rolle erhielt sie 1973 eine Tony-Nominierung. Am 10. März 1973 hatte sie während einer Vorstellung einen Schlaganfall, an dessen Folgen sie am 26. April 1973 starb.
1972 stiftete sie die The Irene Ryan Acting Scholarship, die Nachwuchsschauspieler in der Ausbildung finanziell unterstützt.

## Filmografie (Auswahl)
- 1941: Melody for Three
- 1941: Unfinished Business
- 1943: Reveille with Beverly
- 1943: Sarong Girl
- 1943: Melody Parade
- 1943: The Sultan’s Daughter
- 1943: O, My Darling Clementine
- 1944: Hot Rhythm
- 1944: San Diego, I Love You
- 1945: That’s the Spirit
- 1945: The Beautiful Cheat
- 1945: That Night With You
- 1946: Tagebuch einer Kammerzofe (The Diary of a Chambermaid)
- 1946: Little Iodine
- 1947: Die Frau am Strand (The Woman on the Beach)
- 1947: Heading for Heaven
- 1948: Triumphbogen (Arch of Triumph)
- 1948: Texas, Brooklyn and Heaven
- 1948: My Dear Secretary
- 1949: An Old-Fashioned Girl
- 1949: Panik um King Kong (Mighty Joe Young)
- 1951: Half Angel
- 1951: Meet Me After the Show
- 1952: Bonzo Goes to College
- 1952: The WAC from Walla Walla
- 1952: Kampf um den Piratenschatz (Blackbeard the Pirate)
- 1954: Ricochet Romance
- 1957: Spring Reunion
- 1957: Rockabilly Baby
- 1959: The Real McCoys (Fernsehserie, Folge 2x37)
- 1960: Begierde im Staub (Desire in the Dust)
- 1962: Meine drei Söhne (My Three Sons, Fernsehserie, Folge 2x15)
- 1962–1971: The Beverly Hillbillies (Fernsehserie, 274 Folgen)
- 1965: Mr. Ed (Mister Ed, Fernsehserie, Folge 6x05)
- 1968: Petticoat Junction (Fernsehserie, zwei Folgen)

## Awards

### Emmy Award
1963 war Irene Ryan in der Kategorie Beste Serienhauptdarstellerin für ihre Rolle in The Beverly Hillbillies nominiert. Der Emmy ging aber an Shirley Booth für Hazel. 1964 erhielt sie erneut eine Nominierung in der gleichen Kategorie und für dieselbe Serie. Dieses Mal unterlag sie Mary Tyler Moore für die Dick van Dyke Show.

### Tony Award
1973 war sie für den Tony Award in der Kategorie Beste Nebendarstellerin in einem Musical für ihre Rolle in dem Musical Pippin nominiert, unterlag aber Patricia Elliott für A Little Night Music.